# George O'Day
George Dwyer O'Day (Brookline, 19 de maio de 1923 — Dover, 26 de julho de 1987) foi um velejador estadunidense, campeão olímpico. Ele competiu nos Jogos Olímpicos de Verão de 1960 na classe 5.5 Metre e conquistou a medalha de ouro a bordo do Minotaur, ao lado de James Hunt e David Smith. Ele defendeu a Copa América como co-capitão em 1962 com o Weatherly e em 1967 com o Intrepid.
O'Day frequentou a Universidade Harvard, onde jogou futebol americano. Junto com Uffa Fox ele projetou o Day Sailer, um barco da classe Daysailer. Ele fundou a O'Day Corporation em 1958, que fabricou mais de 60 000 barcos até sua dissolução em 1989. Em 2014, ele foi incluído no National Sailing Hall of Fame.